# Juilles
Juilles é uma comuna francesa na região administrativa de Occitânia, no departamento de Gers. Estende-se por uma área de 13,86 km². Em 2010 a comuna tinha 224 habitantes (densidade: 16,2 hab./km²).